# Ям
Ям е бог на морето в ханаанската митология. Свързван с първичния хаос, той е съперник на свързвания с порядъка Баал-Хадад, представлява силата на морето и управлява бурите и свързаните с тях бедствия.